# Estación de Calatorao
Calatorao es un apeadero ferroviario situado en el municipio español de Calatorao en la provincia de Zaragoza, comunidad autónoma de Aragón. Cuenta con servicios de Media Distancia.

## Situación ferroviaria
La estación se encuentra en el punto kilométrico 285,2 de la línea férrea de ancho ibérico que une Madrid con Barcelona a 345 metros de altitud, entre las estaciones de Ricla-La Almunia y de Salillas de Jalón. 
El tramo es de doble vía y está electrificado. 

## Historia
La estación fue inaugurada el 25 de mayo de 1863 con la apertura del tramo Medinaceli - Zaragoza de la línea férrea Madrid-Zaragoza por parte de la Compañía de los Ferrocarriles de Madrid a Zaragoza y Alicante o MZA. En 1941, la nacionalización del ferrocarril en España supuso la integración de la compañía en la recién creada RENFE.
Entre al menos 1977 y hasta el 31 de diciembre de 1983, en que fueron sustituidos por autobuses, existió un servicio desde Zaragoza-El Portillo prestado por un Ferrobús vía Calatayud, Daroca y Caminreal, enlazando con Teruel. Este servicio tenía una duración de 4 horas y 56 minutos.
Desde el 31 de diciembre de 2004 Renfe Operadora explota la línea mientras que Adif es la titular de las instalaciones ferroviarias.

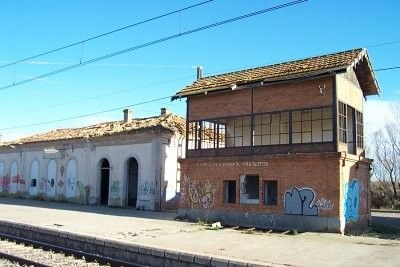
Estación de Calatorao antes de su derribo

En fecha posterior, en torno al bienio 2017-18, se realizaron obras de mejora.

## La estación
El edificio de viajeros de la estación, antes de su demolición y posterior reforma, se hallaba situada en el andén sentido Zaragoza. 
Tras las obras de mejora, el edificio de viajeros, la caseta de enclavamientos y el almacén fueron demolidos. También se quitaron las vías de apartado, dejando sólo las principales, convirtiendo la estación en apeadero. Se construyó un refugio y bancos de hormigón, a la vez que se renovaba y recrecía el andén. Se habilitaron cuatro plazas de aparcamiento y otras dos más para personas con discapacidad, así como espacios reservados para motos y seis para bicicletas. Con buen criterio, se respetó de la estación original dos ejemplares de sabina en el andén sentido Zaragoza.
El conjunto se halla por carretera asfaltada a poco más de 1 km de las primeras casas de la población.
El horario de la instalación, según Adif, es diario de 07:45h a 21:45h. Está catalogada como de categoría 5.

## Servicios ferroviarios

### Media Distancia
Renfe presta servicios de Media Distancia gracias a sus trenes Regionales en los trayectos indicados, realizando dos servicios diarios por sentido en total, de la forma en que se detalla a continuación.
El servicio regional con destino/origen Madrid-Chamartín/Lérida se presta una vez al día por sentido con trenes automotores eléctricos R-470 de Renfe. El servicio Zaragoza-Arcos de Jalón se presta una vez al día por sentido con antiguos Intercity reconvertidos a regionales, los trenes de la serie 448 de Renfe.
Puede descargarse el horario de la estación en este enlace de la Asociación de amigos del ferrocarril de Castilla-La Mancha.
| Línea MD | Trenes   | Origen/Destino   |  | Destino/Origen      |
| -------- | -------- | ---------------- |  | ------------------- |
|          | Regional | Madrid-Chamartín |  | Lérida Pirineos     |
| '        | Regional | Arcos de Jalón   |  | Zaragoza-Miraflores |